# Girolamo Romanino

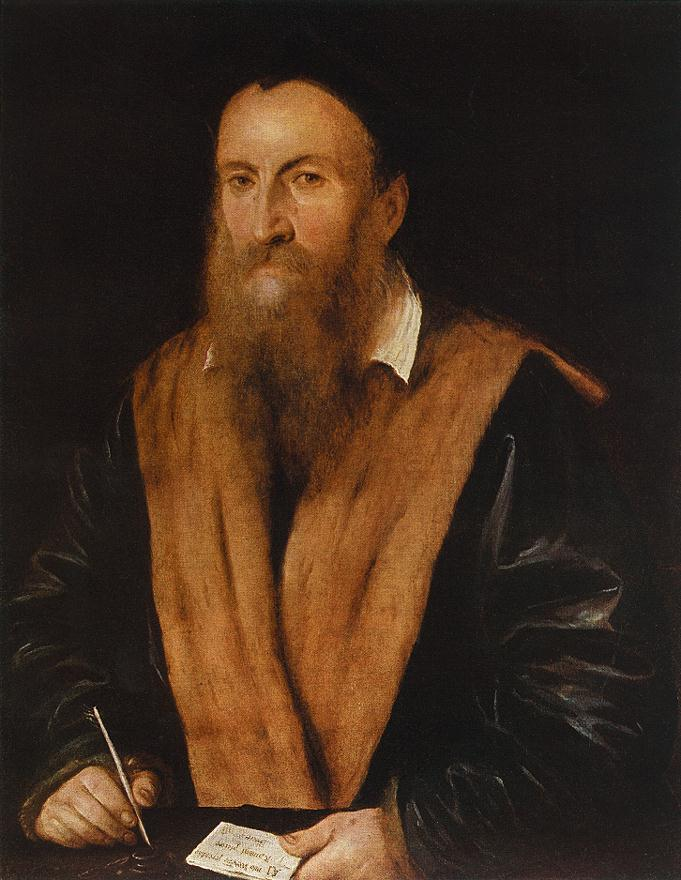
Porträt des Girolamo Romanino von seinem Schwiegersohn Lattanzio Gambara

Girolamo da Romano, genannt Il Romanino (auch Girolamo Romanino, Girolamo Romani, Girolamo Brescia, Hieronymus de Brescia, Hieronymus Rumani Brixianus; * zwischen 1484 und 1487 in Brescia; † nach 1562 ebenda) war ein italienischer Maler und Freskant der Hochrenaissance aus der Schule zu Brescia.

## Leben
Er war der Sohn von Giovanni Battista da Romano, genannt „Romanino“. Girolamo hatte zwei Brüder, Antonio und Alessandro (* 1490), die ebenfalls Maler waren. Laut einer Volkszählung war er im Jahr 1517 in seinem 33. Lebensjahr und lebte zusammen mit seiner Mutter und einem 10-jährigen Neffen sowie zwei Bediensteten. Im Jahr 1534 hatte er einen siebenjährigen Sohn Bonaventura, dessen Mutter nicht bekannt ist. 1548 war der 63-Jährige Romanino verheiratet mit einer 32-jährigen Paola, mit der er vier Kinder hatte: die vierzehnjährige Giulia und die jüngeren Carlo, Giacomo und Margherita.

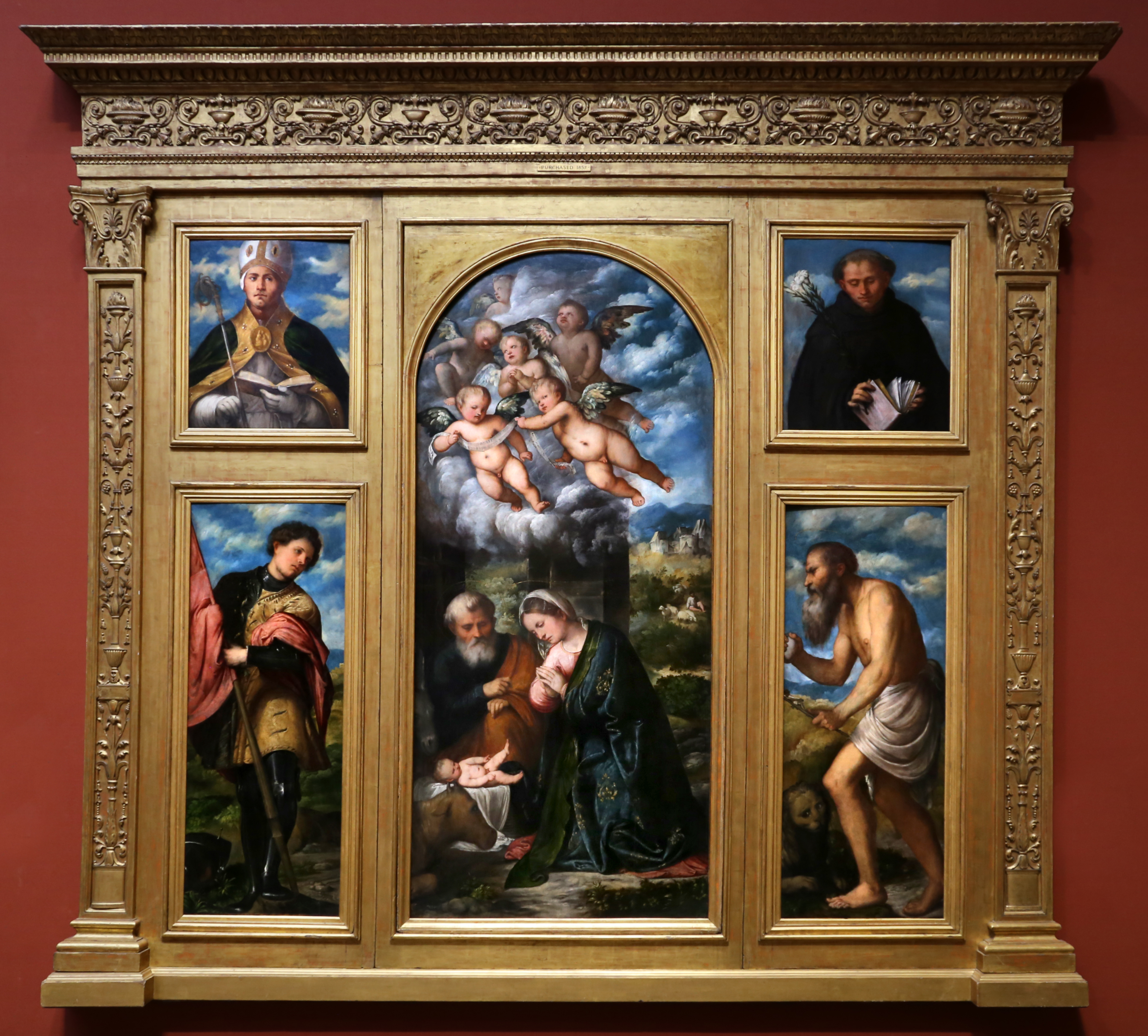
Altar der Geburt Jesu (aus Sant’Alessandro, Brescia), um 1524, National Gallery, London

Genaueres über seine Ausbildung ist nicht bekannt, gelegentlich wurde vermutet, dass er ein Schüler des Floriano Ferramola war. Ein Aufenthalt in Venedig ist sehr wahrscheinlich, wo er besonders unter den Einfluss von Giorgione geriet. Sein frühestes bekanntes Werk ist die Kreuzabnahme für die Kirche San Lorenzo in Brescia, die sich heute in den Gallerie dell’Accademia von Venedig befindet, und die er mit „Hieronymi Rumani Brixiani opus 1510 dicembris“ signierte und datierte.
In seiner Jugend war er mit Altobello Melone befreundet, mit dem er ein Interesse für die nordeuropäische Kunst teilte. 1513 schuf Romanino den Altar von Santa Giustina in Padua (heute: Museo civico, Padua) und 1516 bis 1517 den Altar für die Kirche San Francesco in Brescia; er dekorierte auch den gesamten Chorraum von San Francesco mit Fresken, die jedoch bereits Ende des 19. Jahrhunderts nicht mehr erhalten waren.
Im Dom von Cremona schuf er 1519 bis 1520 Fresken über das Thema der Passion Christi, wo er eine Fähigkeit zu volksnahen Genre-Darstellungen und auch Anklänge an Dürer zeigt. In der Folge wurde er jedoch durch Pordenone ersetzt.
1521 bis 1524 arbeitete er gemeinsam mit Moretto an der malerischen Ausgestaltung der Sakramentskapelle von San Giovanni Evangelista in Brescia. Kurz darauf entstanden die Gemälde der Orgelflügel im Dom von Asola (1524–25), wo er 1536 bis 1537 auch die Kanzel dekorierte.
Das Polyptychon von Sant‘Alessandro, das sich heute in der National Gallery in London befindet, entstand 1525. Im Jahr 1529 signierte er ein Altarbild mit dem hl. Antonius von Padua für die Kirche San Bernardino in Salò.

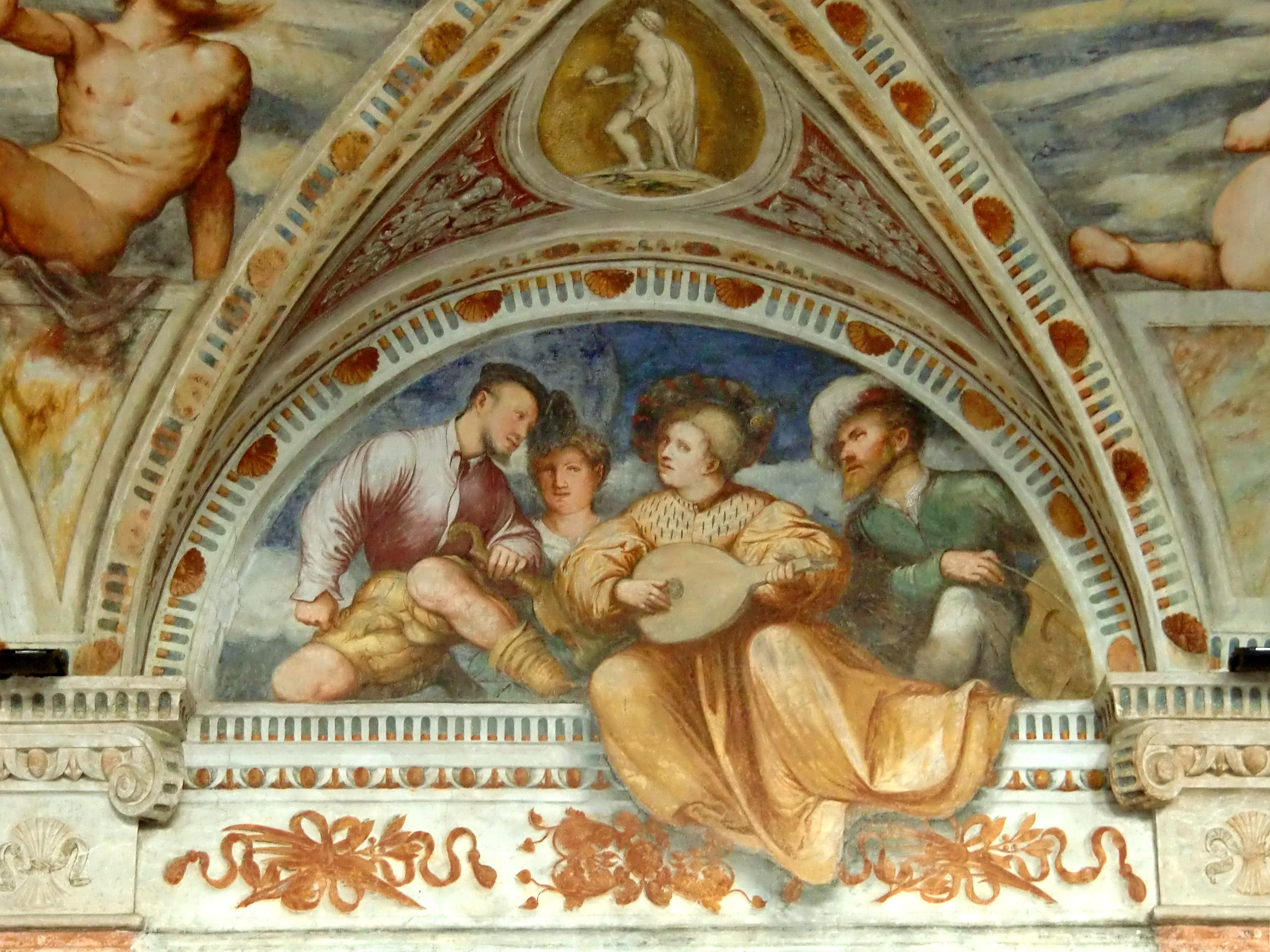
Ländliches Konzert, Fresken in der Loggia des Castello del Buonconsiglio, Trient

Neben Dosso Dossi und Marcello Fogolino wirkte Romanino 1531 bis 1532 im Castello del Buonconsiglio in Trient an einem mythologischen Freskenzyklus, der zu seinen Hauptwerken zählt. Weitere Fresken schuf er 1534 in der Kirche Santa Maria della Neve in Pisogne. Romanino hinterließ auch mehrere Werke im Valcamonica.
1539 bis 1541 malte er die Bilder für die Orgelflügel im Duomo Vecchio von Brescia, sehr gelobt wurden auch seine Gemälde für die Orgel von San Giorgio in Verona.
Zu seinem Spätwerk gehören die Mannalese (nach 1550) im Duomo Vecchio in Brescia und die Bergpredigt (1557) in der Kirche San Pietro in Modena.
Im Oktober 1559 wurde er in den Stadtrat von Brescia gewählt. Zu Romaninos Schülern gehörte sein Schwiegersohn und Mitarbeiter Lattanzio Gambara, der mit Romaninos Tochter Margherita verheiratet war. Weitere Schüler Romaninos waren Girolamo Muziano und Callisto da Lodi.
Der genaue Zeitpunkt seines Todes ist bisher nicht bekannt.

## Würdigung
Girolamo Romanino zählt gemeinsam mit Savoldo und Moretto da Brescia zu den drei bedeutendsten Meistern der veneto-lombardischen Schule von Brescia. Er zeigt einen deutlichen Einfluss von Giorgione, von dem er das Sfumato und das weiche Kolorit übernahm, und auch vom jungen Tizian. Weitere Einflüsse sieht die Kritik in Lorenzo Lotto und dem in Mailand tätigen Bramantino, sowie in Dürer. Als typisch lombardisch wird sein „antiklassizistischer“ Hang zum Erzählerischen und Volkstümlichen angesehen, die man besonders in seinen bedeutenden Fresken findet, von denen die meisten leider nicht gut erhalten sind.
In späteren Werken zeigt sein Kolorit einen silbrigen Ton, den er offenbar von seinem jüngeren Kollegen Moretto übernahm.

## Restitution desCristo portacroce, 2012

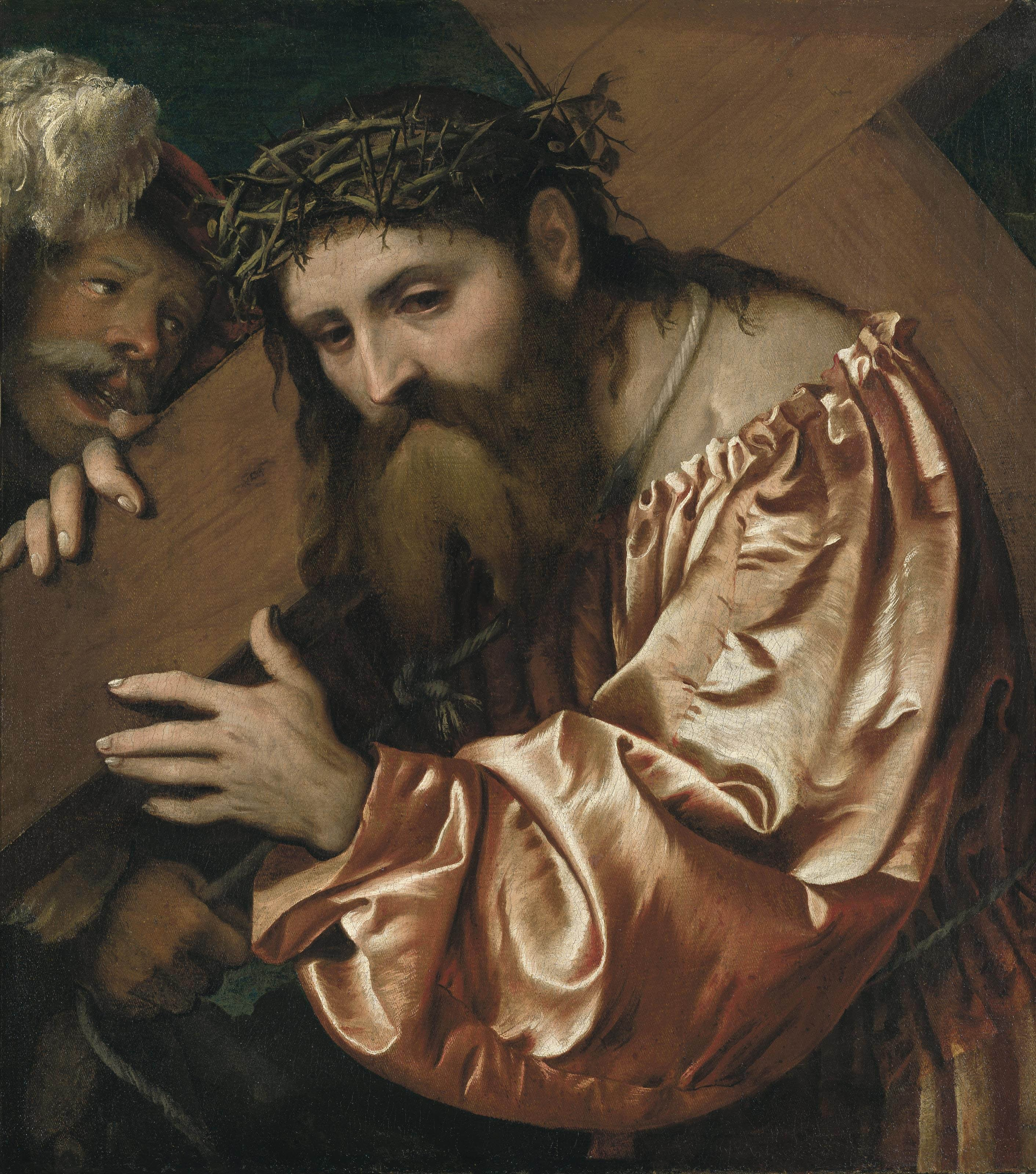
Christus mit dem Kreuz, Privatsammlung (früher: Sammlung Gentili di Giuseppe), später: Pinacoteca di Brera, Mailand (1998–2011)

Romaninos Meisterwerk Christus mit dem Kreuz (Cristo portacroce) ging 2012 durch die Weltpresse.
Das Bild entspricht einem im Italien der Renaissance bekannten Bildtypus, auf dem Jesus mit dem Kreuz auf der Schulter und mit Dornenkrone auf dem Weg nach Golgatha dargestellt ist. Ähnliche Darstellungen schufen auch Giorgione, Tizian und Lotto. Es handelt sich um ein privates Andachtsbild, daher ist die Darstellung sehr intim und konzentriert sich fast ausschließlich auf den in Halbfigur gezeigten, leidenden Jesus, der hier von Romanino in einem glänzenden Seidengewand von zartem Lachsrosé gemalt ist. Links neben dem Kreuz sieht man das Gesicht eines höhnenden Spötters.
Besitzer dieses exquisiten Gemäldes war seinerzeit der 1940 verstorbene jüdische Kunstsammler Federico Gentili di Giuseppe, der in Paris lebte. Dessen Familie musste vor den Verfolgungen durch die Nazis im Zweiten Weltkrieg fliehen und wurde enteignet. Die wertvolle Sammlung von 70 Gemälden wurde gegen den Willen der Familie 1942 unter dem Vichy-Regime versteigert.
Das Romanino-Bild wurde 1998 von der Pinacoteca di Brera in Mailand erworben; seine Vorgeschichte und Herkunft aus der Sammlung Gentili di Giuseppe waren bekannt. Die Nachfahren Gentilis versuchten zwölf Jahre lang vergeblich die Rückgabe des Bildes zu erwirken, aber der italienische Staat verweigerte dies mit Berufung auf die italienische Gesetzgebung.
Als die Brera das Bild 2011 für eine Ausstellung als Leihgabe nach Amerika schickte – ins Mary Brogan Museum of Art and Science in Tallahassee, Florida –, wurde die Anwältin Corinne Hershkovitz aktiv und wies darauf hin, dass es gestohlen worden war und rechtmäßig den Nachfahren von Gentili di Giuseppe gehörte.
Mithilfe des US-amerikanischen Staates wurde das Bild beschlagnahmt und in der Folge der Familie zurückgegeben.
Die sechs Erben Gentilis, darunter sein Enkel Lionel Salem, entschieden sich, das Gemälde bei Christie’s in New York am 6. Juni 2012 versteigern zu lassen. Es erzielte einen Rekordpreis von 3 650 000 Euro (4 562 500 US-Dollar) – die höchste Summe, die je für ein Bild von Romanino bezahlt wurde.

## Bildergalerie

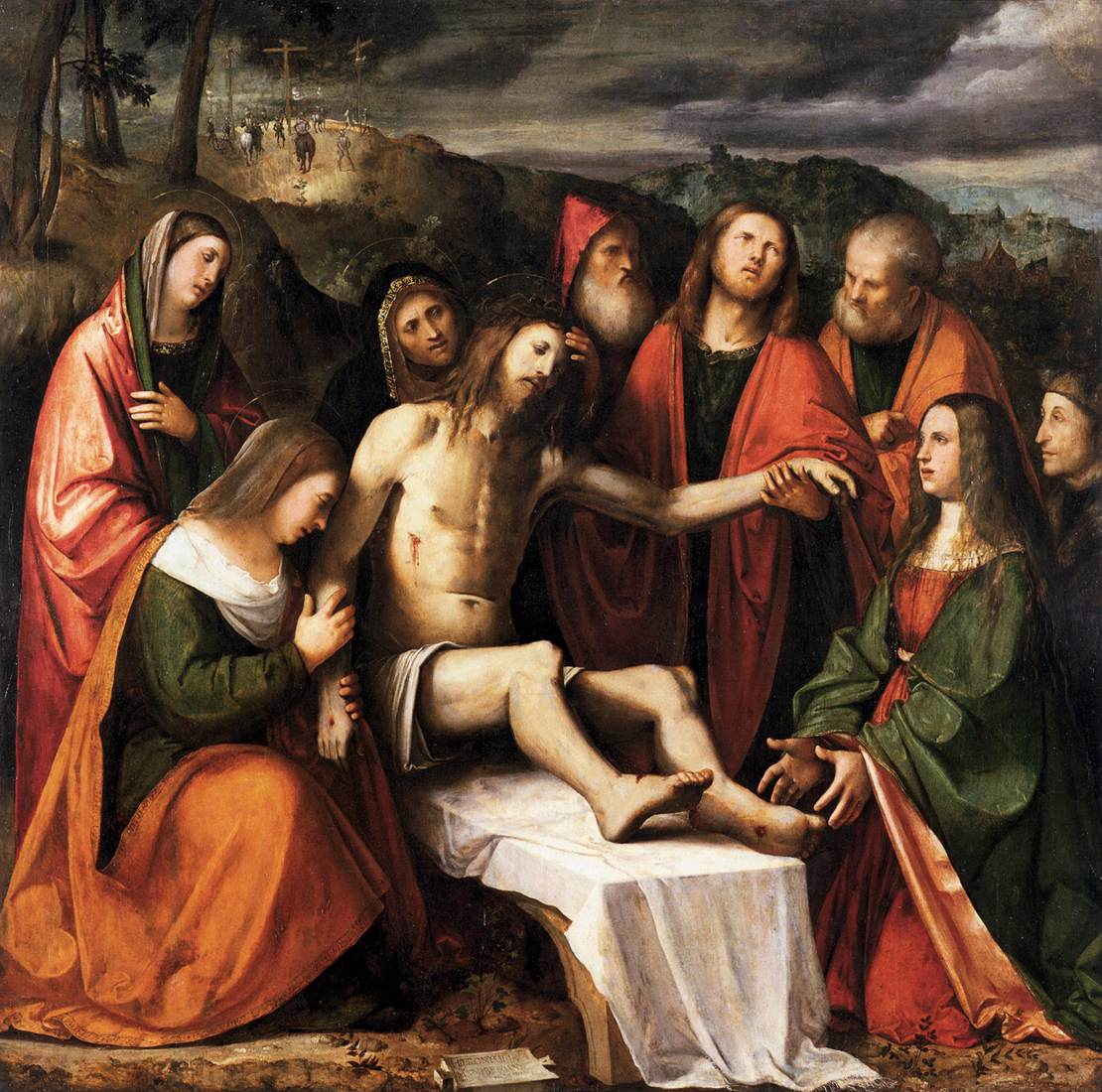
Pietà, 1510, Accademia, Venedig
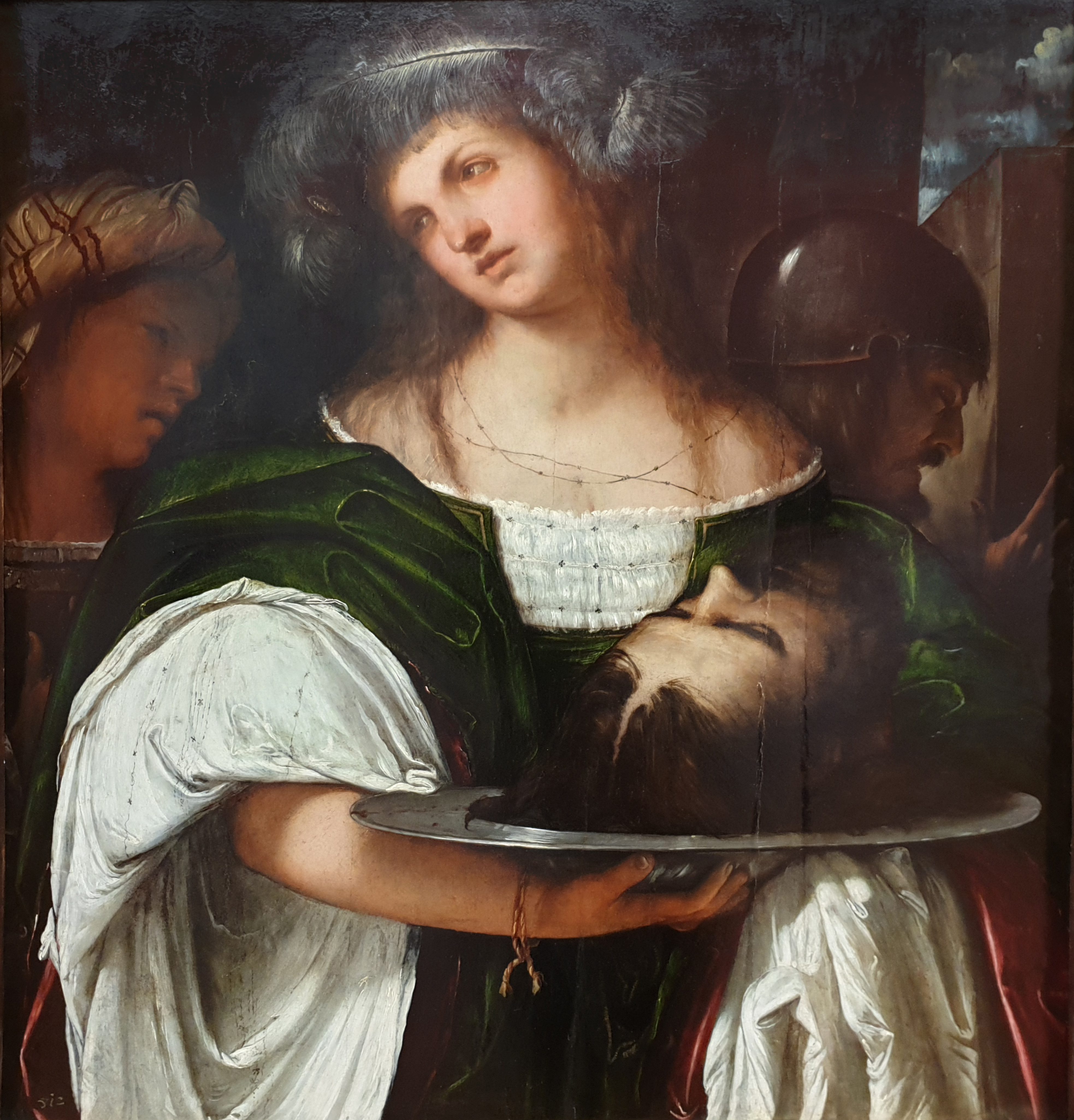
Salomé mit dem Haupt Johannes des Täufers, 1517, Gemäldegalerie, Berlin
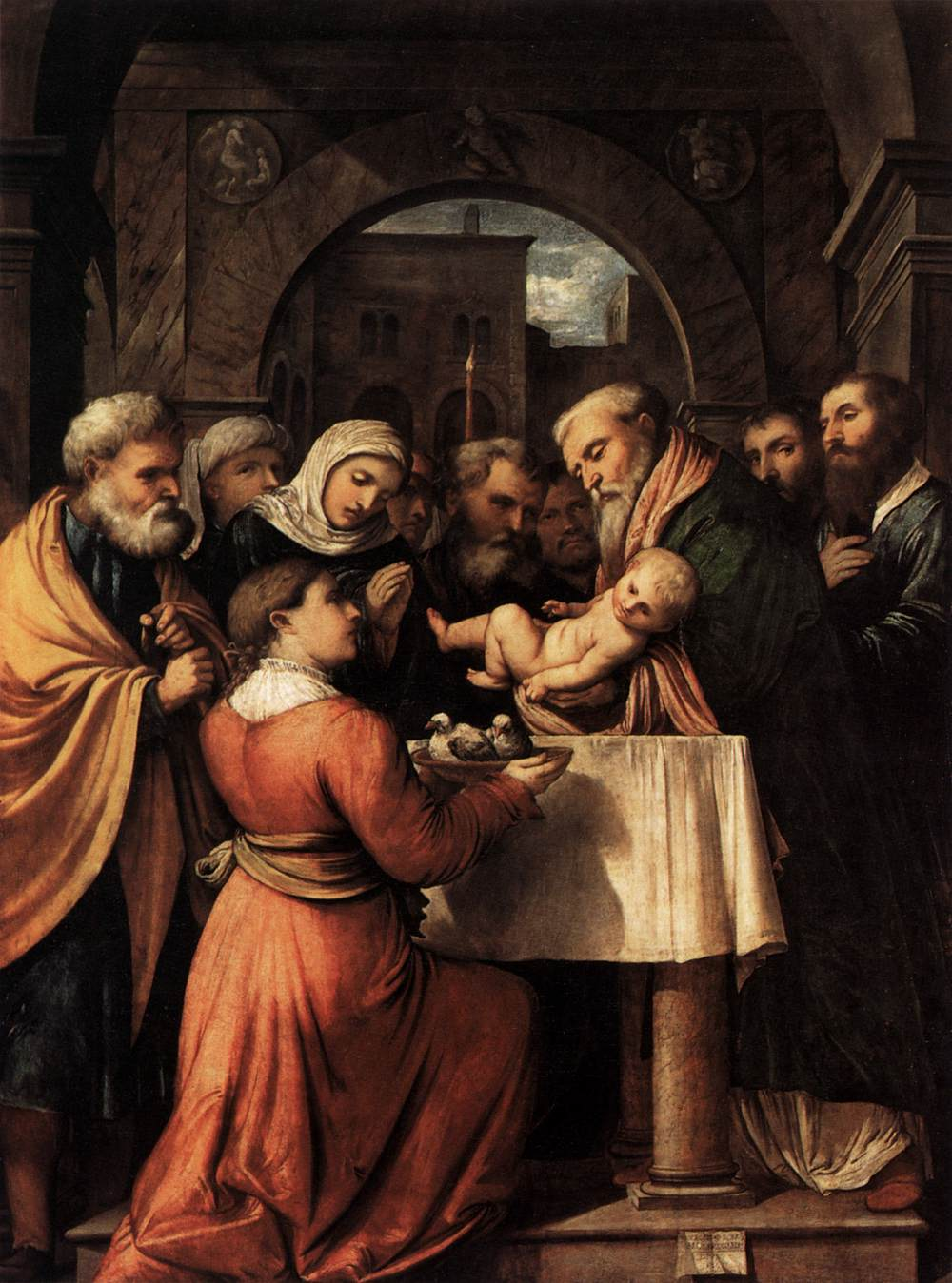
Darbringung Jesu im Tempel, 1529, Pinacoteca di Brera, Mailand
Porträt eines jungen Mannes, (aus dem Palazzo Fenaroli, Brescia) Szépművészeti Múzeum, Budapest
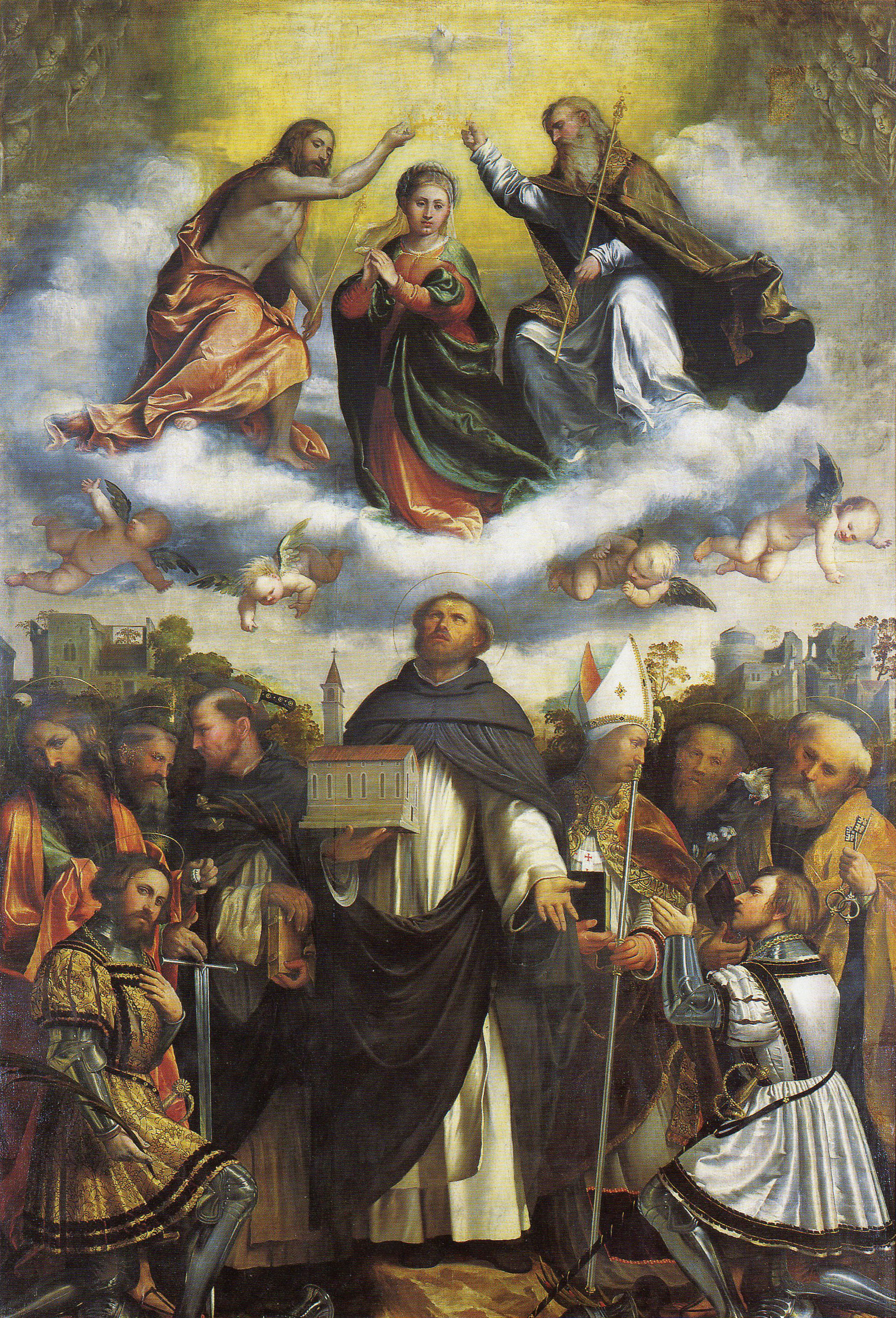
Pala di San Domenico (Marienkrönung mit dem Hl. Dominikus und anderen Heiligen), ca. 1545, Pinacoteca Tosio Martinengo, Brescia
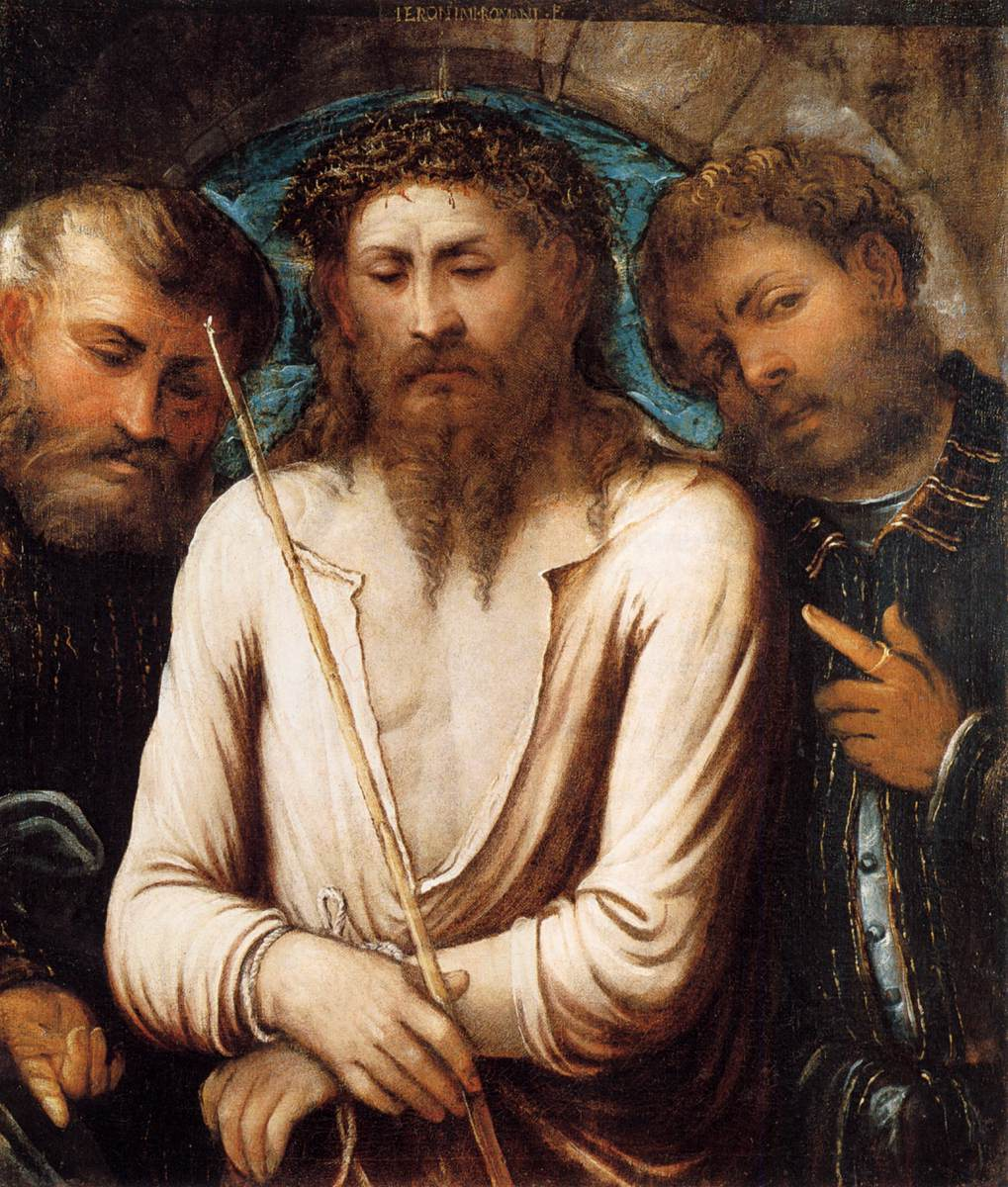
Ecce Homo, Niedersächsisches Landesmuseum, Hannover
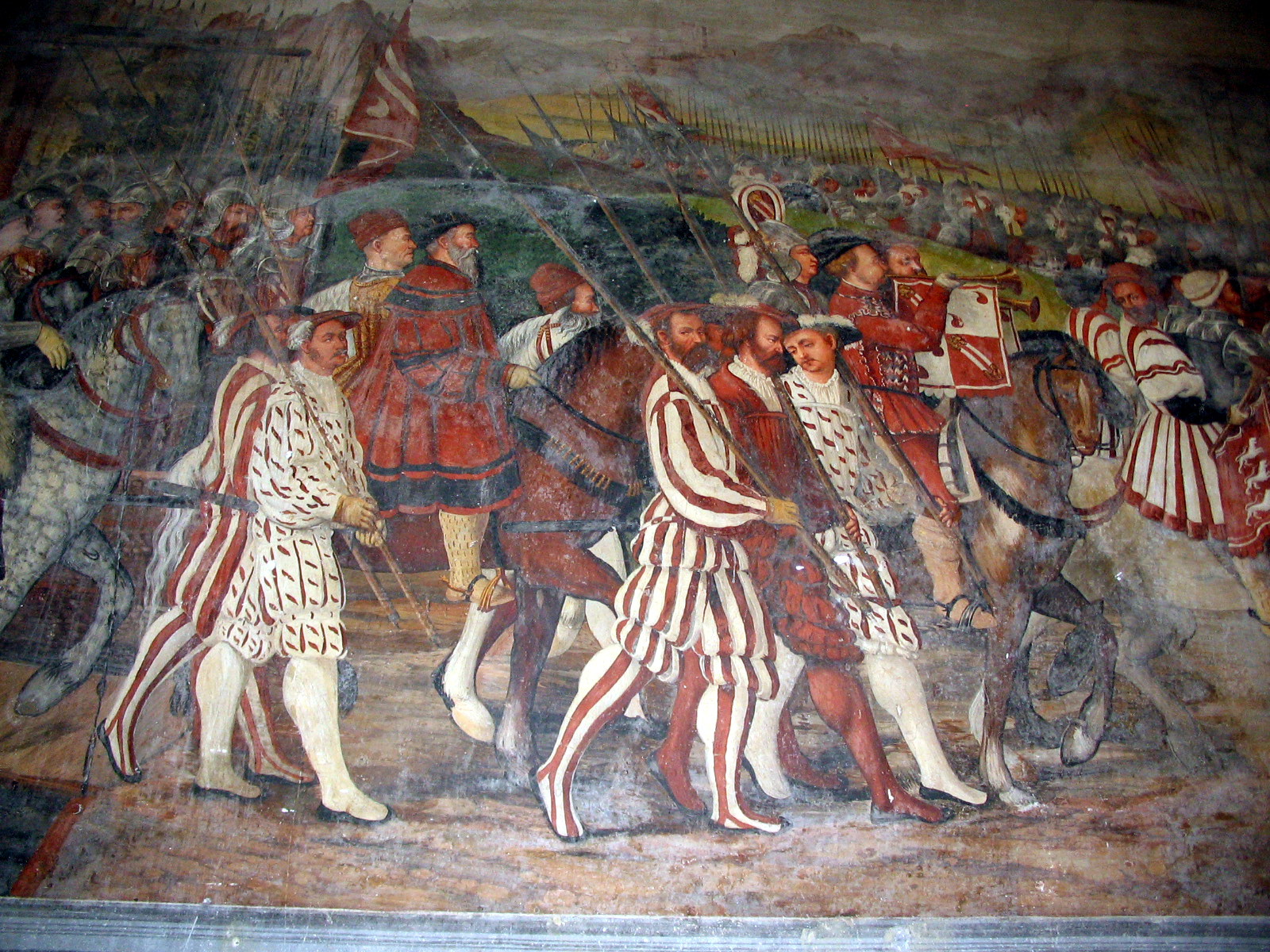
Christian I. von Dänemark besucht Colleoni, Detail eines Freskos im Castello di Malpaga
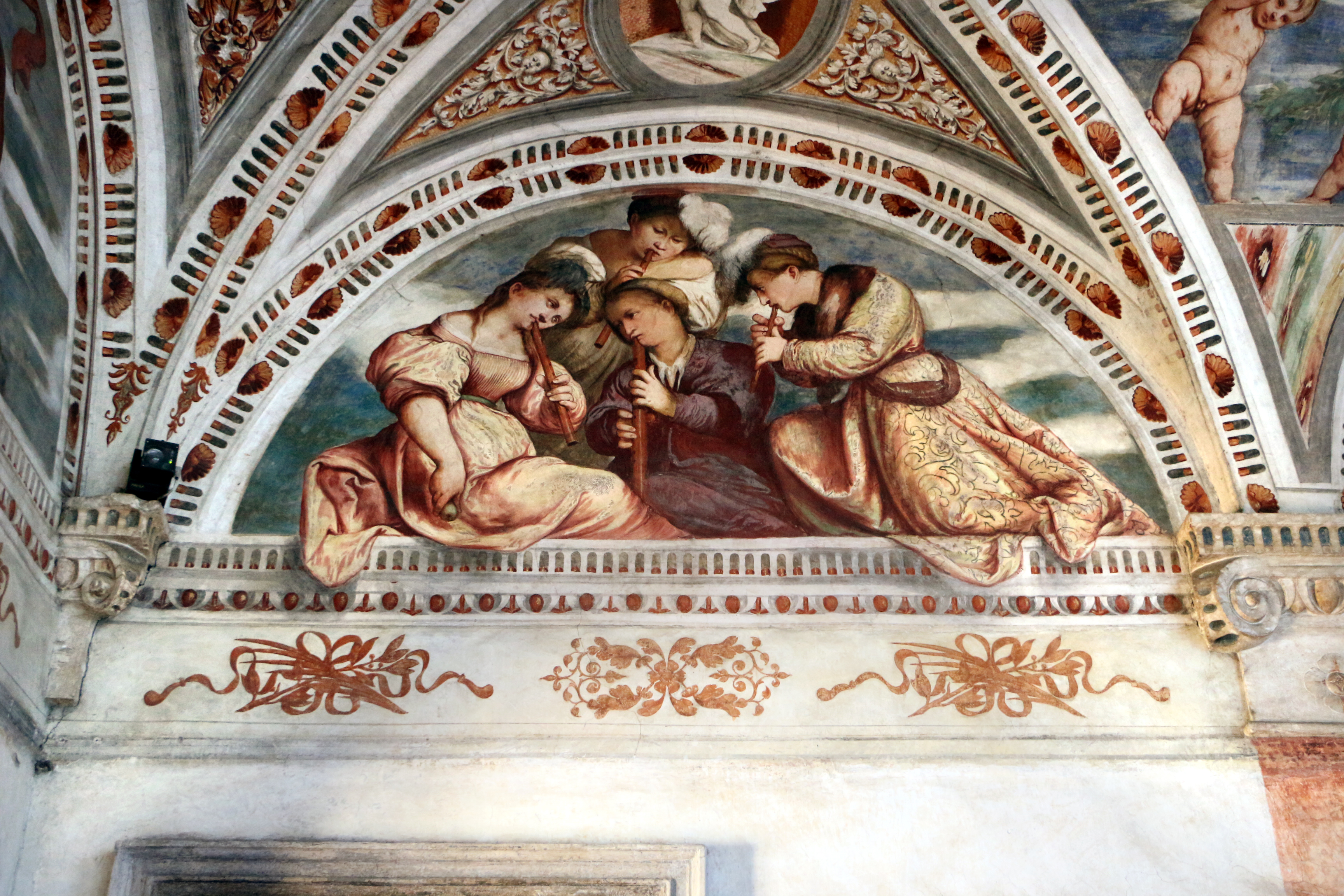
Flötenquartett, 1531–32, Fresko in der Loggia des Castello del Buonconsiglio, Trient
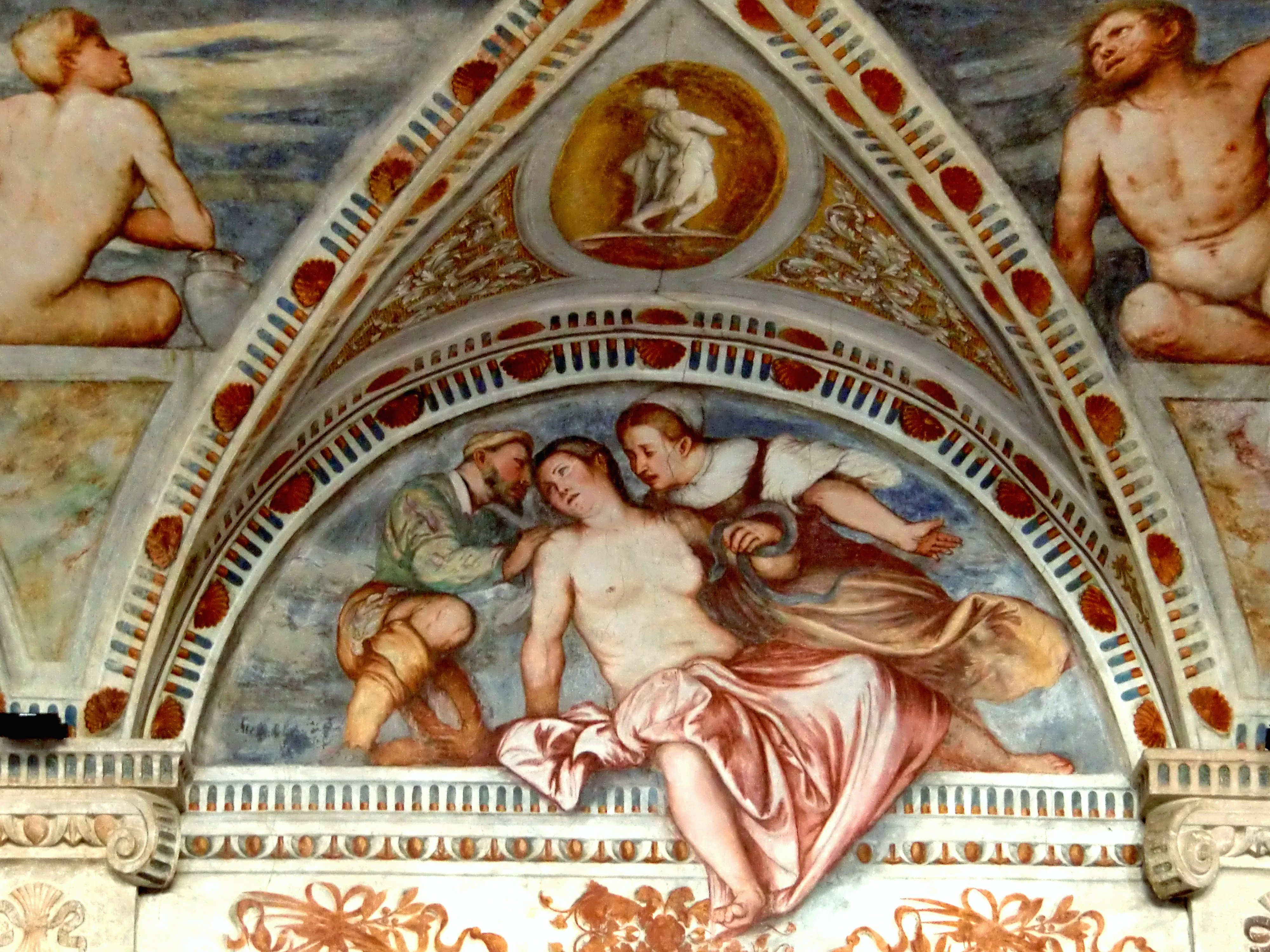
Selbstmord der Kleopatra, 1531–32, Fresko in der Loggia des Castello del Buonconsiglio, Trient

## Werke (Auswahl)
- Madonna mit Kind und Heiligen und Pieta (Museum zu Berlin),
- Anbetung des Christuskindes (London, Nationalgalerie),
- Geburt und Beweinung Christi (in San Giuseppe zu Brescia) und
- Himmelfahrt Mariä (Bergamo, Sant' Alessandro).